# Capnea
Capnea Forbes, 1841 è un genere di attinie di mare della famiglia Capneidae.

## Tassonomia
Comprende le seguenti specie:
- Capnea georgiana (Carlgren, 1927)
- Capnea indica (Verrill, 1869)
- Capnea japonica (Carlgren, 1940)
- Capnea sanguinea Forbes, 1841